# Emanuele Basile (magistrato)
Emanuele Basile Basile (Sant'Angelo di Brolo, 28 maggio 1837 – Roma, 25 marzo 1912) è stato un magistrato e patriota italiano.
Fu Senatore del Regno d'Italia nella XXIII legislatura.

## Biografia
Nato da famiglia nobile siciliana, era figlio del giudice Antonino Basile e di Maria Concetta Basile.
Nel 1860 si laureò in giurisprudenza all'Università di Napoli. Poco tempo dopo, quando Garibaldi fece il suo ingresso a Palermo, il giovane Emanuele si unì all'esercito dei Mille col grado di sottotenente e fece tutte le campagne meridionali per l'indipendenza e l'unità d'Italia. Inizialmente Garibaldi lo nominò giudice al Consiglio di guerra, poi giudice istruttore militare (2 settembre 1860) e infine sostituto avvocato fiscale nel tribunale militare della 17ª divisione (30 ottobre 1860). Con attestato del 19 agosto 1860, in Messina, Garibaldi gli manifestò che meritava gratitudine da parte dell'intero paese per l'attività e lo zelo mostrati nello svolgere gli incarichi affidatigli. Il 30 novembre 1860 a Caserta, in un'azione militare, Emanuele salvò la vita ad un carrettiere e ciò gli valse una medaglia di bronzo al valore militare. Con determinazione del Re del 12 giugno 1861 fu dichiarato meritevole di menzione onorevole per essersi distinto tra gli ufficiali della giustizia militare. Con Real Decreto del 31 agosto seguente fu nominato Luogotenente di fanteria del Corpo dei Volontari. Disciolto l'esercito meridionale a Napoli fu incaricato di comporre le pendenze legali dello stesso esercito.
Nel 1862 entrò nella magistratura giudiziaria, nella quale salì i più alti gradi: Consigliere della Corte d'appello di Palermo (1883), poi di quella di Roma (1886), Presidente della Corte di Assise di Roma, Consigliere della Corte di cassazione di Roma (1891), Presidente di sezione della Corte di Cassazione di Roma (1907). Lasciata la magistratura all'inizio del 1912, fu nominato Primo Presidente d'onore della Corte di cassazione, morendo poco dopo.
Godette di molta fama a Roma per aver presieduto importanti processi penali in Corte di Assise.
Le sue eminenti qualità d'intelletto, integrità e scrupolosità mostrate nello svolgimento della carica di magistrato gli valsero nel gennaio 1910 la nomina a Senatore del Regno. Fu il terzo della sua famiglia ad essere eletto al Senato, preceduto nel 1884 dal fratello Luigi, anche lui magistrato, e nel 1890 dal cugino Achille Basile, prefetto. Fece parte della Commissione permanente d'istruzione dell'Alta Corte di Giustizia.
Mentre era ancora in vita, non avendo figli, offrì parte cospicua del suo patrimonio al paese natio di Sant'Angelo di Brolo, che dotò di istituzioni di beneficenza per le quali acquisì fama di benefattore. Il Comune di Sant'Angelo di Brolo, grato per i servigi resi, gli dedicò un monumento con mezzobusto bronzeo, intitolando una strada ai "Tre Senatori" Basile.